# Georges H. Wagnière
Georges Henry Wagnière (* 4. April 1933 in Bern; † 19. November 2013 in Zürich) war ein Schweizer Chemiker mit den Forschungsschwerpunkten Physikalische Chemie und Quantenchemie. Er war Professor an der Universität Zürich.

## Leben
Georges H. Wagnière war Sohn des Schweizer Diplomaten Jean-Frédéric Wagnière (* 22. August 1899 in Bern; † 25. November 1984 in Nyon) und der US-Amerikanerin Margaret „Peggy“ Warner (* 26. Oktober 1904 in Boston; † 13. Oktober 2001 in Morges). Mit einem französischsprachigen Vater, einer englischsprachigen Mutter, einer Schulzeit im deutschsprachigen Bern und einem zweijährigen Besuch des Progymnasiums im dänischen Kopenhagen wuchs Wagnière mehrsprachig auf.
Nach der Matura am Städtischen Gymnasium in Bern studierte Wagnière an der ETH Zürich mit dem Diplom in Naturwissenschaften Chemisch-Physikalischer Richtung (1957) und erwarb zwischen 1958 und 1962 an der Graduate School der Harvard University, Cambridge bei Boston, einen Master (M.A.) in Physik und ein Doktorat (Ph.D.) in Chemischer Physik, wo er auch als wissenschaftlicher Mitarbeiter tätig war. 1962 wurde Wagnière wissenschaftlicher Mitarbeiter in der Farbstoffmolekülphysik-Gruppe der Ciba AG in Basel, geleitet von Heinrich Labhart.
Nach seiner Berufung 1965 zum Assistenzprofessor für Physikalische Chemie (speziell Quantenchemie) an die Universität Zürich, folgte 1969 die Ernennung zum ausserordentlichen Professor und 1978 zum Ordentlichen Professor für Physikalische Chemie (als Nachfolger von Labhart). Neben seiner Forschungstätigkeit beteiligte sich Wagnière am Physikalisch-Chemischen Institut der Universität Zürich auch an der allgemeinen Grundausbildung und hielt Vorlesungen über Thermodynamik, Kinetik, Statistik, Molekülbau und Molekülspektroskopie. 1971 und 1984 gastierte er als Wissenschaftler an den
IBM-Forschungslaboratorien in San José, Kalifornien.
Von 1985 bis 1990 war Wagnière im Forschungsrat des Schweizerischen Nationalfonds und Mitglied der Expertengruppen der Nationalen Forschungsprogramme 24 „Chemie und Physik an Oberflächen“ und 36 „Nanowissenschaften“ (in letzterem als Präsident). Von 1990 bis 1992 amtete Wagnière als Dekan der Philosophischen Fakultät II der Universität Zürich.
Als Gastprofessor hielt Wagnière 1994 und 1995 zudem Vorlesungen an der Universität Lausanne. Nach seiner Emeritierung 1999 setzte er während mehrerer Jahre eine Zusammenarbeit mit dem Hochfeld-Magnetlabor im französischen Grenoble fort.
Georges H. Wagnière war vor allem Theoretischer Chemiker (Quantenchemie), arbeitete aber auch experimentell. Insbesondere befasste er sich mit den optischen Eigenschaften chiraler Moleküle, was auch in der stereoselektiven Synthese von Bedeutung war. Später wandte er sich der molekularen Optik und speziell der Magnetoptik und der nichtlinearen Optik zu. Ende der 1990er Jahre gelang seiner Arbeitsgruppe erstmals die Messung der magnetochiralen Licht-Doppelbrechung.
Georges H. Wagnière ist nicht zu verwechseln mit seinem Grossvater, dem Schweizer Diplomaten Georges A. M. Wagnière (* 19. August 1862 in Florenz; † 20. April 1948 in Genf).

## Schriften

### Bücher
- On Chirality and the Universal Asymmetry – Reflections on Image and Mirror Image. VHCA – Wiley-VCH, Zürich, 2007.
- Linear and Nonlinear Optical Properties of Molecules. Verlag Helvetica Chimica Acta/Verlag Chemie, Weinheim 1993.
- Introduction to elementary molecular orbital theory and to semi-empirical methods. Vol. I of the Series „Lecture Notes in Chemistry“, Springer Verlag, 1976.